# Namibische Fußballnationalmannschaft

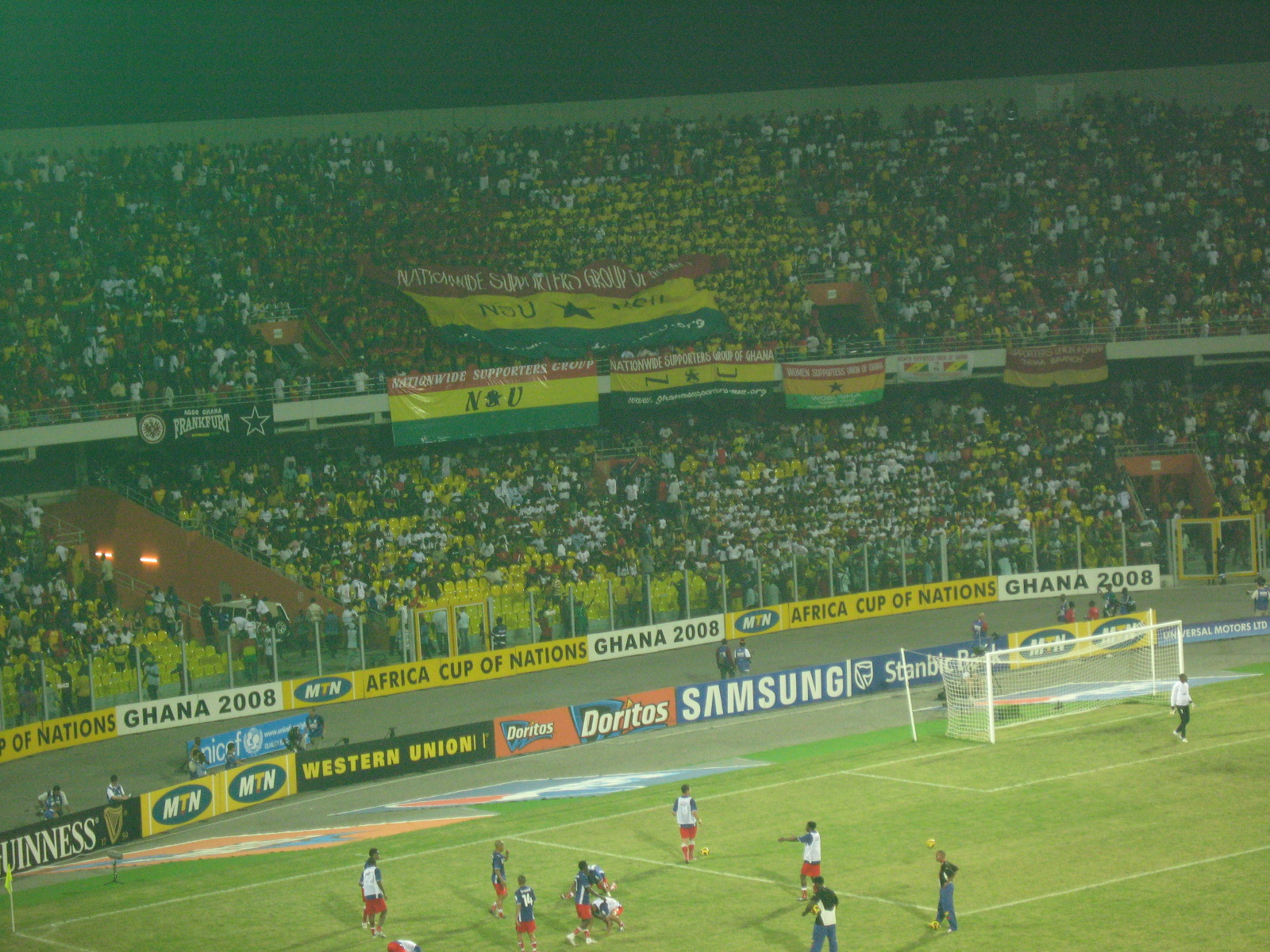
Namibia gegen Ghana beim Afrika-Cup 2008

Die namibische Fußballnationalmannschaft ist die Fußballnationalmannschaft des südwestafrikanischen Landes Namibia. Die namibische Fußballnationalmannschaft wurde 1992 mit Beitritt der Namibia Football Association zur FIFA gegründet und ist bis heute (Stand Januar 2024) zu 293 Länderspielen angetreten.
Der größte Erfolg der Nationalmannschaft war der Gewinn des COSAFA Cup 2015 (der Fußballmeisterschaft des Südlichen Afrika), das Erreichen des Achtelfinals beim Afrika-Cup 2024 sowie das Erreichen des Viertelfinals bei der Afrikanischen Nationenmeisterschaft 2018. Das Land konnte sich bisher viermal für Afrika-Cups, aber noch nie für eine Fußball-Weltmeisterschaft qualifizieren.
Die Mannschaft ist unter dem Namen „Brave Warriors“ (deutsch „Tapfere Krieger“) bekannt und wird von Namibia Breweries mit der Marke „Tafel Lager“ gesponsert.
Seit November 2023 ergänzt der Deutsche Fabian Träger das Trainerteam rund um Nationaltrainer Collin Benjamin. Seit August 2024 ist Träger Co-Trainer.
Ausstattungssponsor war viele Jahre lang Umbro, seit Dezember 2023 ist dies das südafrikanische Unternehmen Vecchio.

## Heimstadion
Da es seit 2020 keine durch CAF bzw. die FIFA zugelassene Stadien mehr in Namibia gibt, wurden seitdem bis Mitte 2025 alle Heimspiele in Südafrika ausgetragen. Im Juli 2025 wurde bekanntgegeben, dass fortan das Obed Itani Chilume Stadium in Francistown in Botswana als Heimspielstadion genutzt werden soll.

## Internationale Erfolge
Siehe auch: Liste der Länderspiele der namibischen Fußballnationalmannschaft

### Fußball-Weltmeisterschaft
| 1990 Italien                            | nicht teilgenommen     |
| 1994 Vereinigte Staaten                 | nicht qualifiziert     |
| 1998 Frankreich                         | nicht qualifiziert     |
| 2002 Japan/ Südkorea                    | nicht qualifiziert     |
| 2006 Deutschland                        | nicht qualifiziert     |
| 2010 Südafrika                          | nicht qualifiziert     |
| 2014 Brasilien                          | nicht qualifiziert     |
| 2018 Russland                           | nicht qualifiziert     |
| 2022 Katar                              | nicht qualifiziert     |
| 2026 Kanada/ Mexiko/ Vereinigte Staaten | laufende Qualifikation |

### Fußball-Afrikameisterschaft
| 1992 Senegal                 | nicht teilgenommen |
| 1994 Tunesien                | nicht teilgenommen |
| 1996 Südafrika               | nicht qualifiziert |
| 1998 Burkina Faso            | Vorrunde           |
| 2000 Ghana/ Nigeria          | nicht qualifiziert |
| 2002 Mali                    | nicht qualifiziert |
| 2004 Tunesien                | nicht qualifiziert |
| 2006 Ägypten                 | nicht qualifiziert |
| 2008 Ghana                   | Vorrunde           |
| 2010 Angola                  | nicht qualifiziert |
| 2012 Gabun/ Äquatorialguinea | nicht qualifiziert |
| 2013 Südafrika               | nicht qualifiziert |
| 2015 Äquatorialguinea        | nicht qualifiziert |
| 2017 Gabun                   | nicht qualifiziert |
| 2019 Ägypten                 | Vorrunde           |
| 2022 Kamerun                 | nicht qualifiziert |
| 2024 Elfenbeinküste          | Achtelfinale       |
| 2025 Marokko                 | nicht qualifiziert |
| 2027 Kenia/ Tansania/ Uganda |                    |

### Afrikanische Nationenmeisterschaft
| 2009 Elfenbeinküste          | nicht qualifiziert |
| 2011 Sudan                   | nicht qualifiziert |
| 2014 Südafrika               | nicht qualifiziert |
| 2016 Ruanda                  | nicht qualifiziert |
| 2018 Marokko                 | Viertelfinale      |
| 2021 Kamerun                 | Vorrunde           |
| 2023 Algerien                | nicht teilgenommen |
| 2024 Kenia/ Tansania/ Uganda |                    |

### COSAFA-Cup
Der COSAFA-Cup wurde zwischen 1997 und 2008 nicht im Turniermodus in einem Gastgeberland, sondern in Einzelspielen in allen teilnehmenden Staaten ausgetragen. Erst 2008 verständigte man sich darauf, das Turnier in einem Land auszurichten.
| 1997 Südliches Afrika | 2. Platz                                     |
| 1998 Südliches Afrika | 4. Platz                                     |
| 1999 Südliches Afrika | 2. Platz                                     |
| 2000 Südliches Afrika | Viertelfinale                                |
| 2001 Südliches Afrika | nicht qualifiziert                           |
| 2002 Südliches Afrika | nicht qualifiziert                           |
| 2003 Südliches Afrika | nicht qualifiziert                           |
| 2004 Südliches Afrika | nicht qualifiziert                           |
| 2005 Südliches Afrika | nicht qualifiziert                           |
| 2006 Südliches Afrika | nicht qualifiziert                           |
| 2007 Südliches Afrika | nicht qualifiziert                           |
| 2008 Südliches Afrika | Viertelfinale                                |
| 2009 Simbabwe         | Viertelfinale                                |
| 2010 Angola           | verschoben auf 2011; schlussendlich abgesagt |
| 2013 Sambia           | 7. Platz                                     |
| 2014 Botswana         | nicht ausgetragen                            |
| 2015 Südafrika        | 1. Platz                                     |
| 2016 Namibia          | 5. Platz (Sieger der Trostrunde)             |
| 2017 Südafrika        | 6. Platz (2. Platz Trostrunde)               |
| 2018 Südafrika        | Viertelfinale (Halbfinale Trostrunde)        |
| 2019 Südafrika        | Vorrunde                                     |
| 2020 Südafrika        | Turnier wegen der COVID-19-Pandemie abgesagt |
| 2021 Südafrika        | Vorrunde                                     |
| 2022 Südafrika        | 2. Platz                                     |
| 2023 Südafrika        | Vorrunde                                     |
| 2024 Südafrika        | 2. Platz                                     |

## Kader
Der Kader basiert auf der vorläufigen Nominierung für den Afrika-Cup 2024 in der Elfenbeinküste.
| Nr.        | Name               | Verein vor Turnierbeginn | Geburtstag         |
| ---------- | ------------------ | ------------------------ | ------------------ |
| Tor        |                    |                          |                    |
| 01         | Lloyd Kazapua      | Chippa United FC         | 25. März 1989      |
| 16         | Kamaijanda Ndisiro | African Stars            | 1. Dezember 1999   |
| 23         | Edward Maova       | Pretoria Callies         | 5. September 1994  |
| Abwehr     |                    |                          |                    |
| 02         | Denzil Haoseb      | Khomas Nampol            | 25. Februar 1991   |
| 03         | Ananias Gebhardt   | Baroka FC                | 8. September 1988  |
| 04         | Riaan Hanamub      | AmaZulu Durban           | 8. Februar 1995    |
| 05         | Charles Hambira    | African Stars            | 3. Juni 1990       |
| 12         | Kennedy Amutenya   | Gaborone United SC       | 15. Juli 1996      |
| 18         | Aprocius Petrus    | KF Liria                 | 9. Oktober 1999    |
| 20         | Ivan Kamberipa     | Orapa United FC          | 3. Februar 1994    |
| 21         | Lubeni Haukongo    | Cape Town Spurs          | 24. September 2000 |
| 22         | Ryan Nyambe        | Derby County             | 4. Dezember 1994   |
| Mittelfeld |                    |                          |                    |
| 06         | Ngero Katua        | UNAM FC                  | 25. Juli 2001      |
| 08         | Uetuuru Kambato    | African Stars            | 24. Januar 1998    |
| 10         | Prins Tjiueza      | KF Liria                 | 12. März 2002      |
| 14         | Joslin Kamatuka    | Maritzburg United        | 22. Juli 1991      |
| 15         | Marcel Papama      | Jwaneng Galaxy FC        | 28. April 1996     |
| 17         | Wendell Rudath     | Jwaneng Galaxy FC        | 10. Juli 1995      |
| 19         | Petrus Shitembi    | Kuching City FC          | 11. Mai 1992       |
| Angriff    |                    |                          |                    |
| 07         | Deon Hotto         | Orlando Pirates          | 29. Oktober 1990   |
| 09         | Bethuel Muzeu      | Black Leopards           | 22. Februar 2000   |
| 11         | Absalom Iimbondi   | Khomas Nampol            | 11. Oktober 1991   |
| 13         | Peter Shalulile    | Mamelodi Sundowns        | 23. März 1993      |

### Bekannte Spieler
- Collin Benjamin (1998–2012)
- Johannes Jantze (2001)
- Richard Biwa (2002–2006)
- Razundara Tjikuzu (2002–2008)
- Oliver Risser (2002–2011)
- Wilko Risser (2007–2011)
- Manfred Starke (2012–)

### Bekannte Trainer
- Heinz-Peter Überjahn (1992–2004)
- Tom Saintfiet (2008–2010)
- Lutz Pfannenstiel (2009–2010) Co-Trainer und Torwarttrainer
- Brian Isaacs (2010–2013)
- Roger Palmgren (2013)
- Ricardo Mannetti (2013–2015; 2015–2019)
- Ronnie Kanalelo (2015)
- Collin Benjamin (seit 2022)

### Rekordspieler
Stand: 27. Januar 2024
Aktive Spieler in fett.
| Rang | Spieler          | Einsätze | Tore | Nationalmannschaft |
| ---- | ---------------- | -------- | ---- | ------------------ |
| 1    | Denzil Haoseb    | 83       | 0    | 2011–              |
| 2    | Petrus Shitembi  | 79       | 4    | 2011–              |
| 3    | Ronald Ketjijere | 74       | 2    | 2010–2019          |
| 4    | Deon Hotto       | 73       | 11   | 2013–              |
| 5    | Ananias Gebhardt | 65       | 2    | 2011–              |
| 6    | Absalom Iimbondi | 64       | 7    | 2015–              |
| 7    | Johannes Hindjou | 63       | 10   | 1996–2005          |
| 8    | Larry Horaeb     | 61       | 0    | 2011–              |
| 9    | Mohamed Ouseb    | 60       | 3    | 1994–2004          |
| 9    | Willy Stephanus  | 60       | 3    | 2011–              |

| Rang | Spieler           | Tore | Einsätze | Nationalmannschaft |
| ---- | ----------------- | ---- | -------- | ------------------ |
| 1    | Peter Shalulile   | 16   | 54       | 2014–              |
| 2    | Rudolph Bester    | 13   | 46       | 2004–2014          |
| 3    | Gervatius Urikhob | 11   | 40       | 1993–2003          |
| 3    | Deon Hotto        | 11   | 73       | 2013–              |
| 5    | Johannes Hindjou  | 10   | 63       | 1996–2005          |
| 6    | Elmo Kambindu     | 9    | 28       | 2019–              |
| 6    | Benson Shilongo   | 9    | 34       | 2011–              |
| 6    | Eliphas Shivute   | 9    | 37       | 1993–2001          |
| 9    | Hendrik Somaeb    | 8    | 31       | 2011–2019          |
| 9    | Ruben van Wyk     | 8    | 33       | 1994–2002          |